# De Dion-Bouton 10 CV

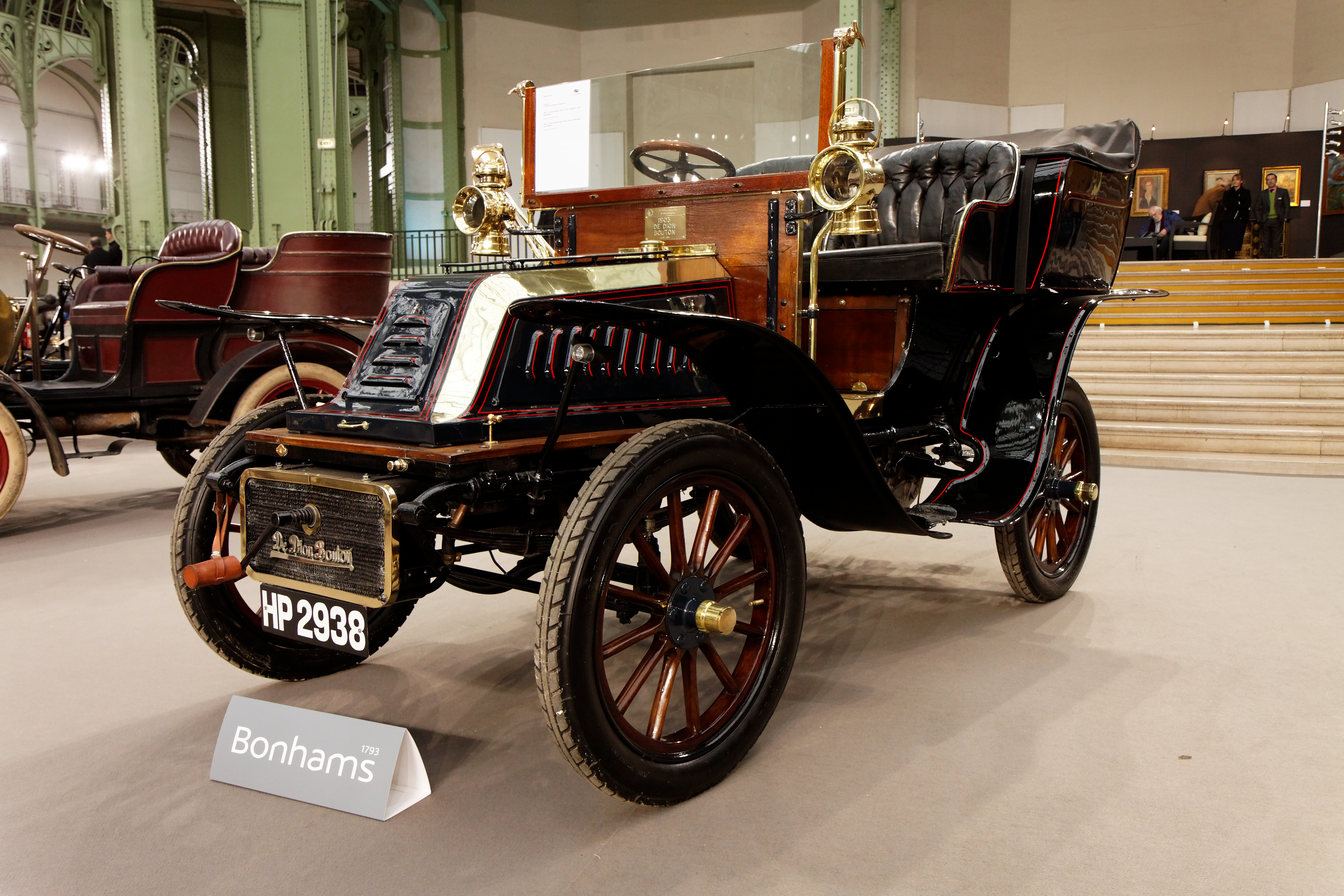
De Dion-Bouton Type W

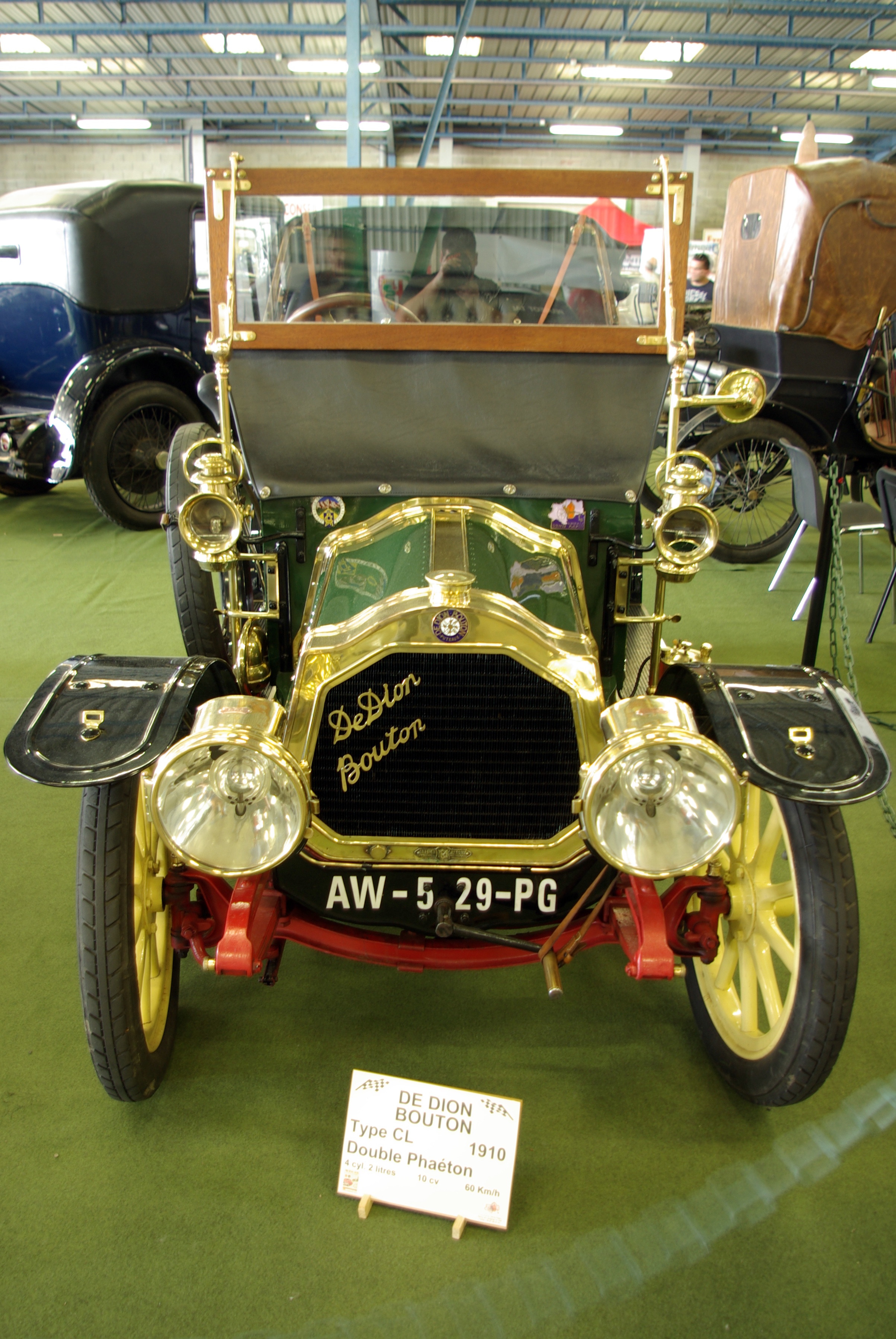
De Dion-Bouton Type CL

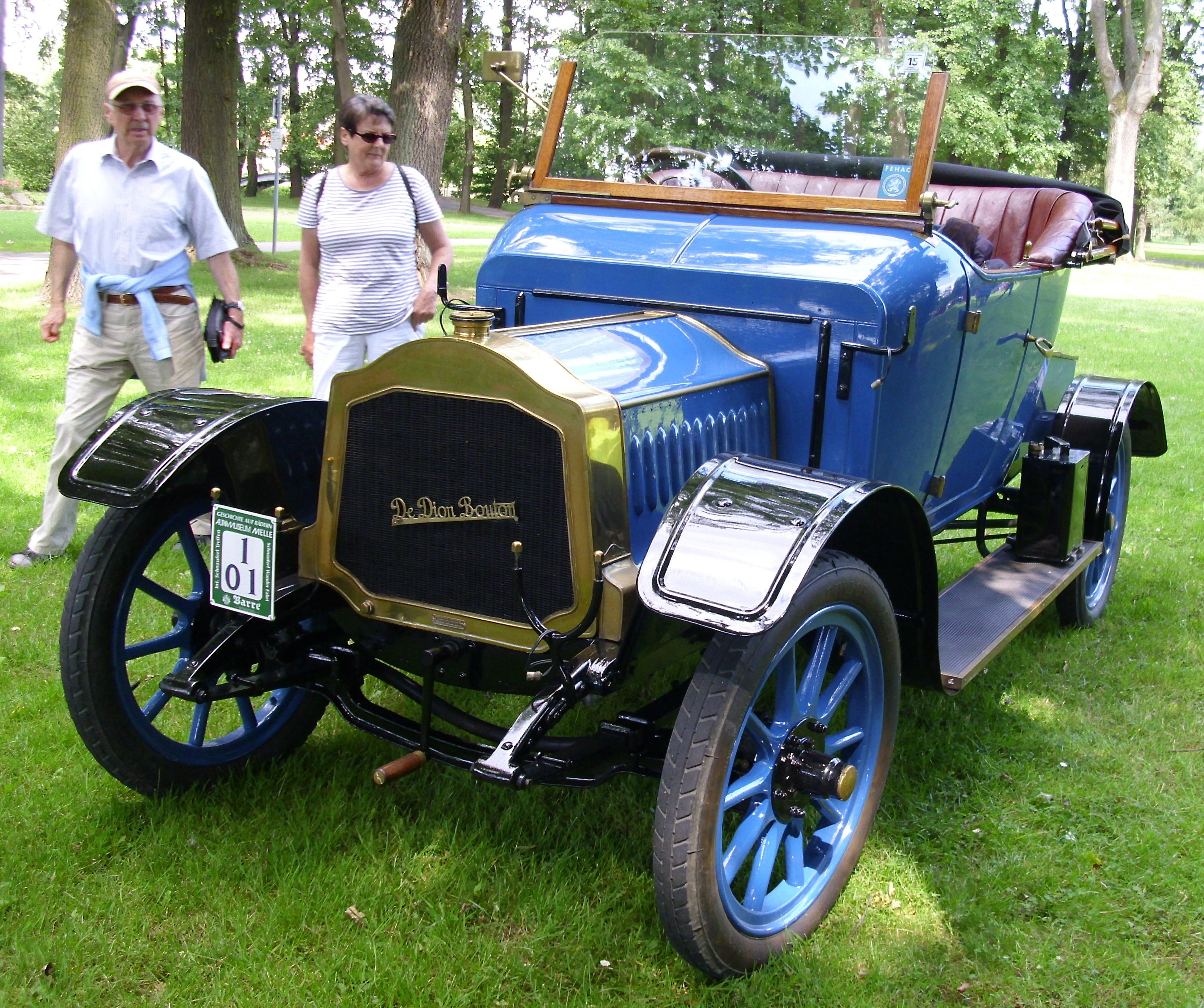
De Dion-Bouton Type CR

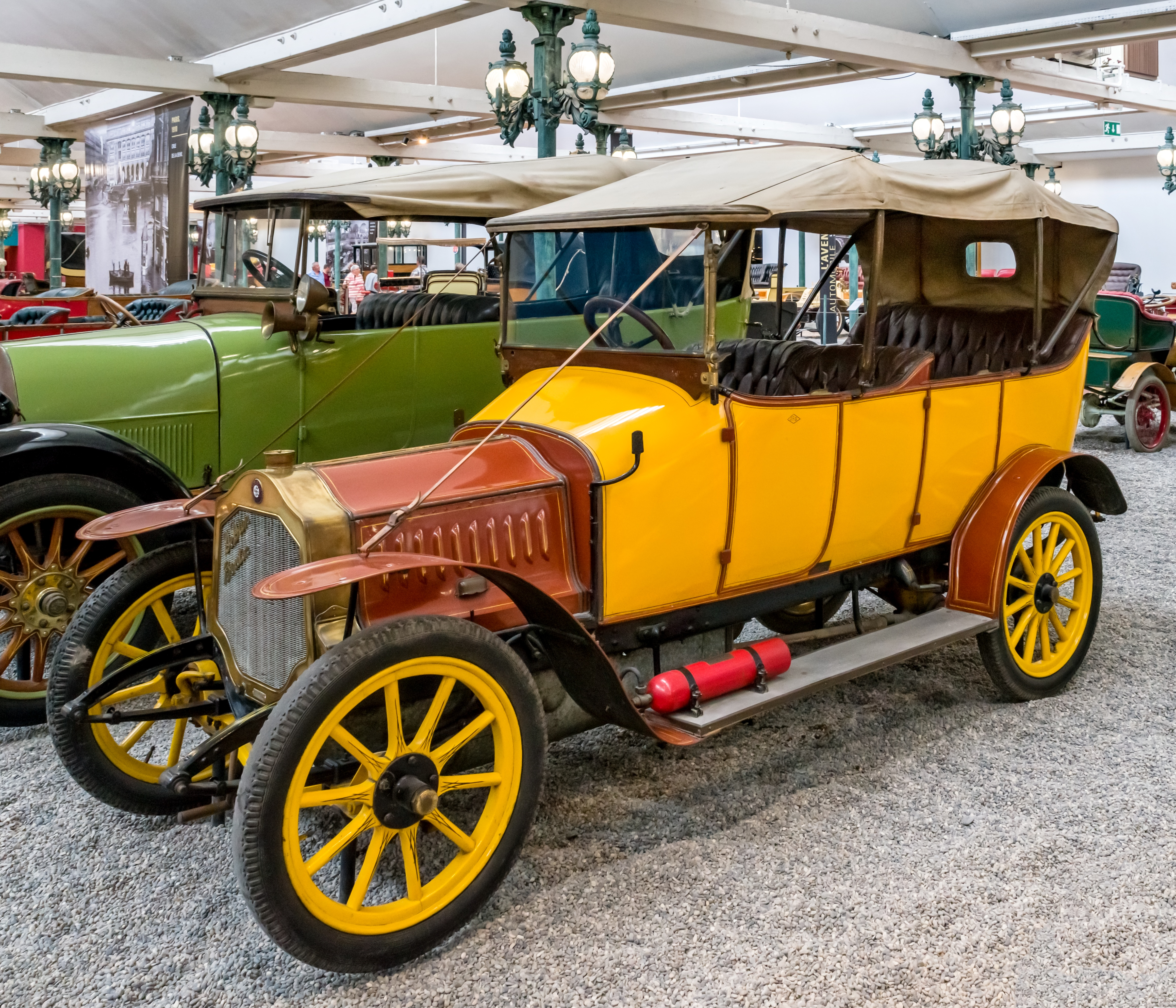
De Dion-Bouton Type DH

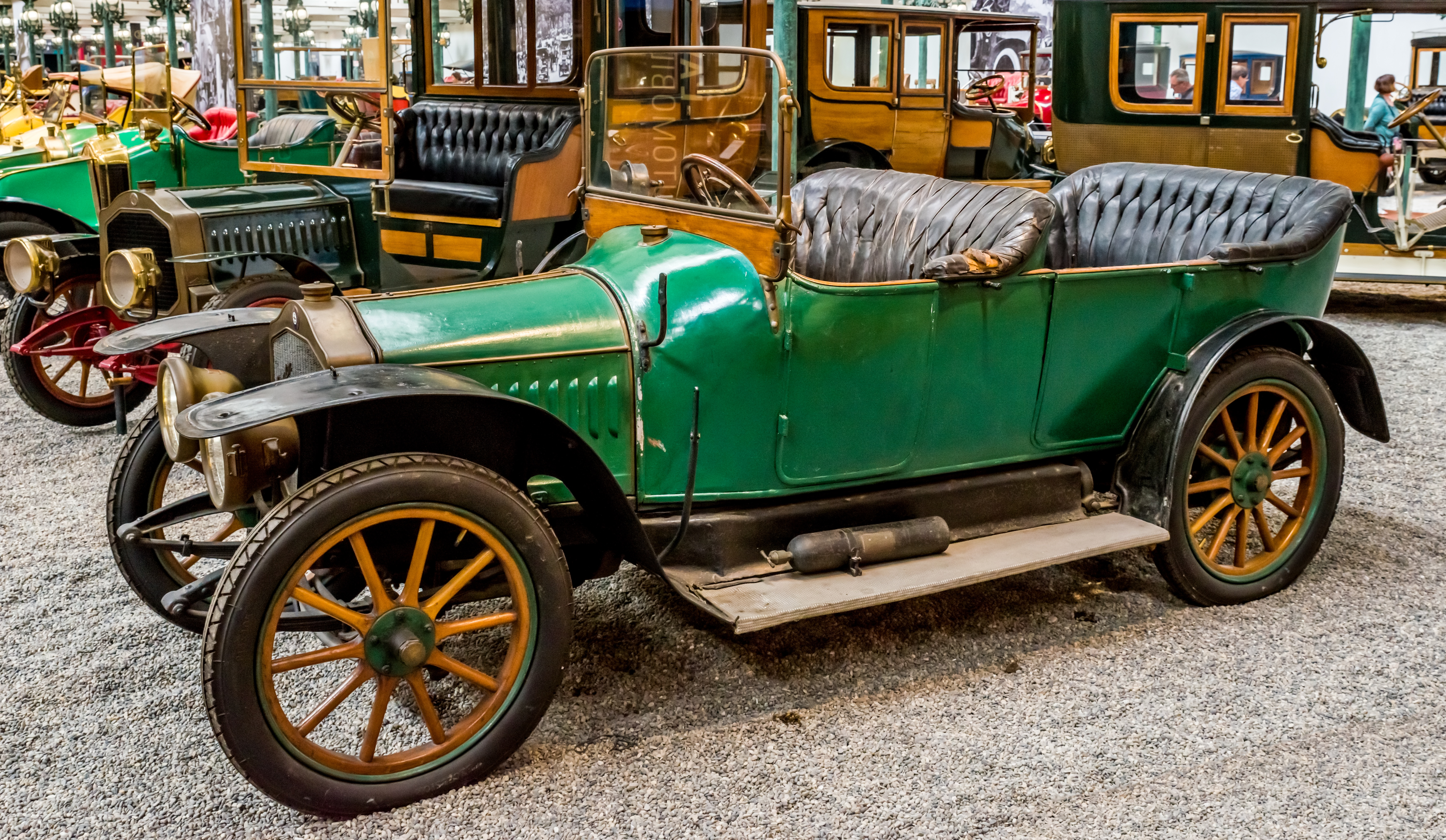
De Dion-Bouton Type DX

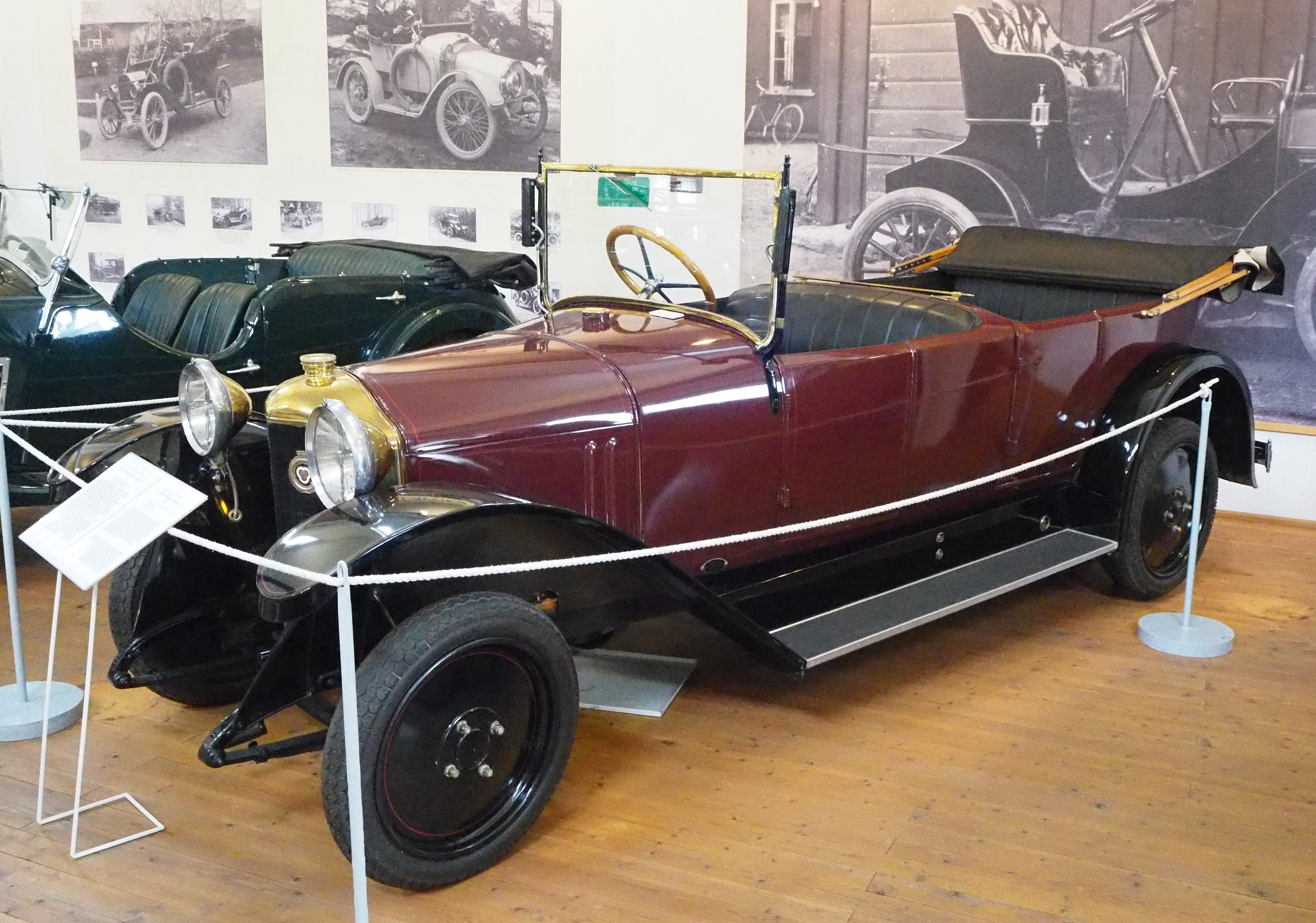
De Dion-Bouton Type ID

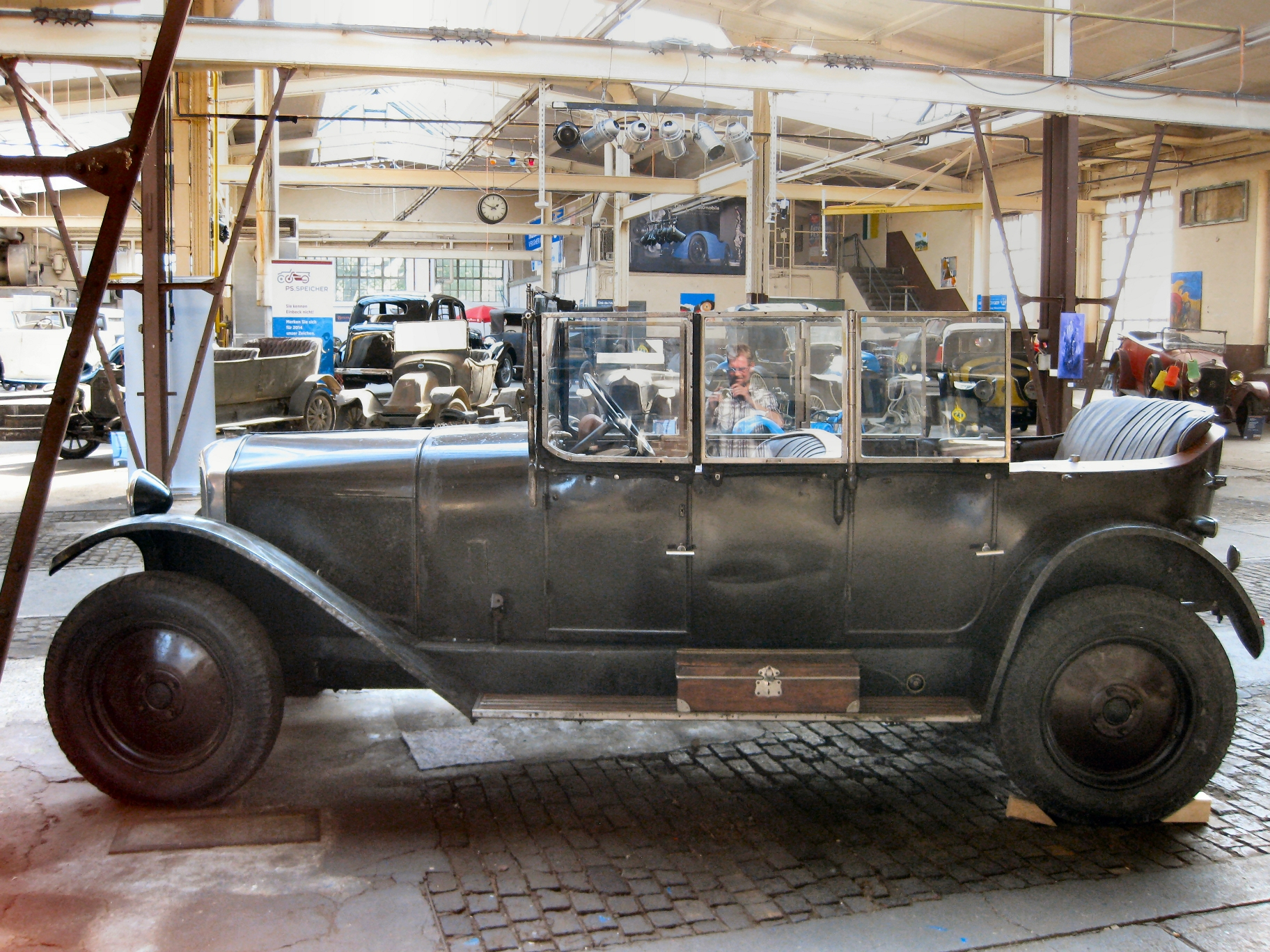
De Dion-Bouton Type IE

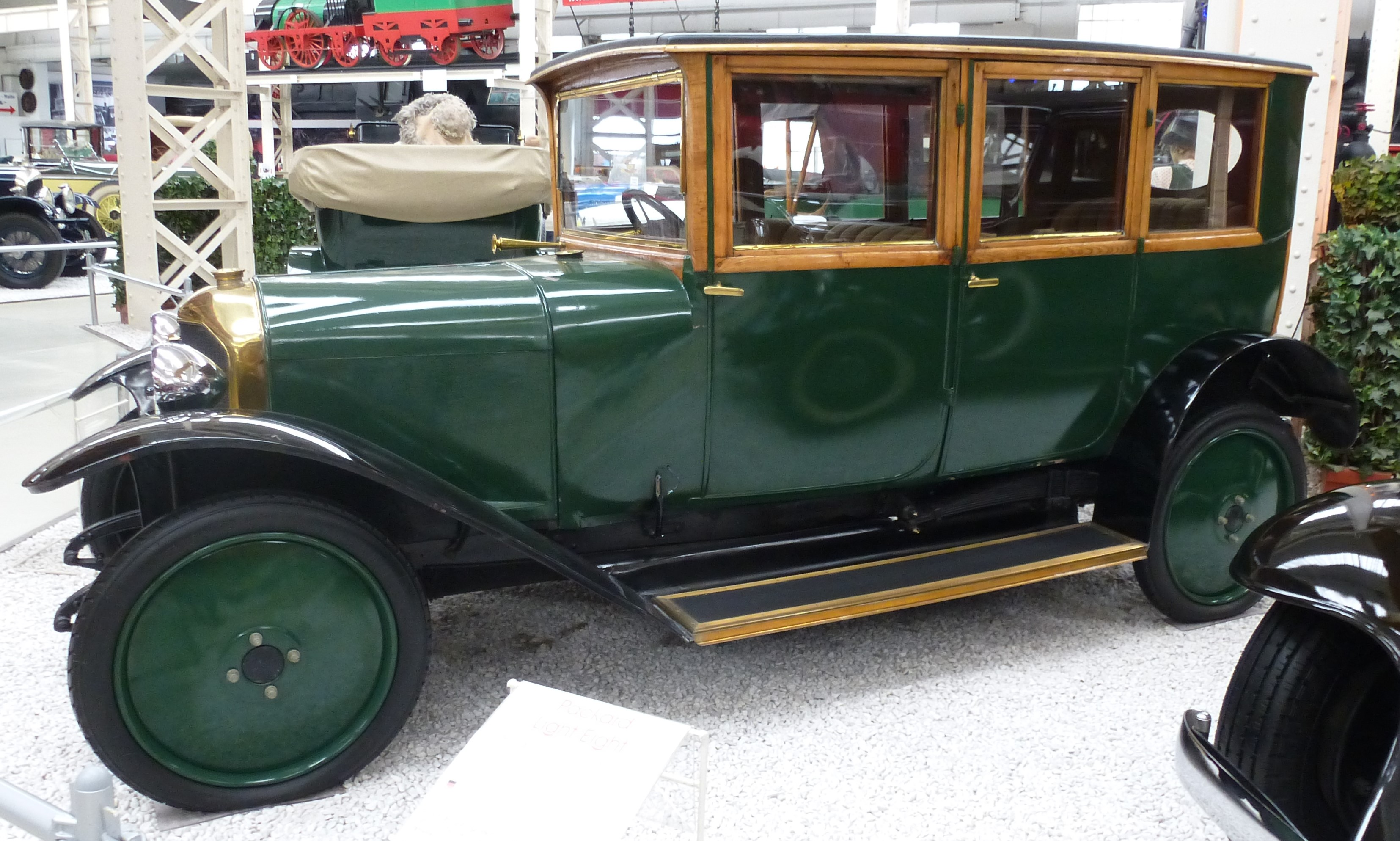
De Dion-Bouton Type IS

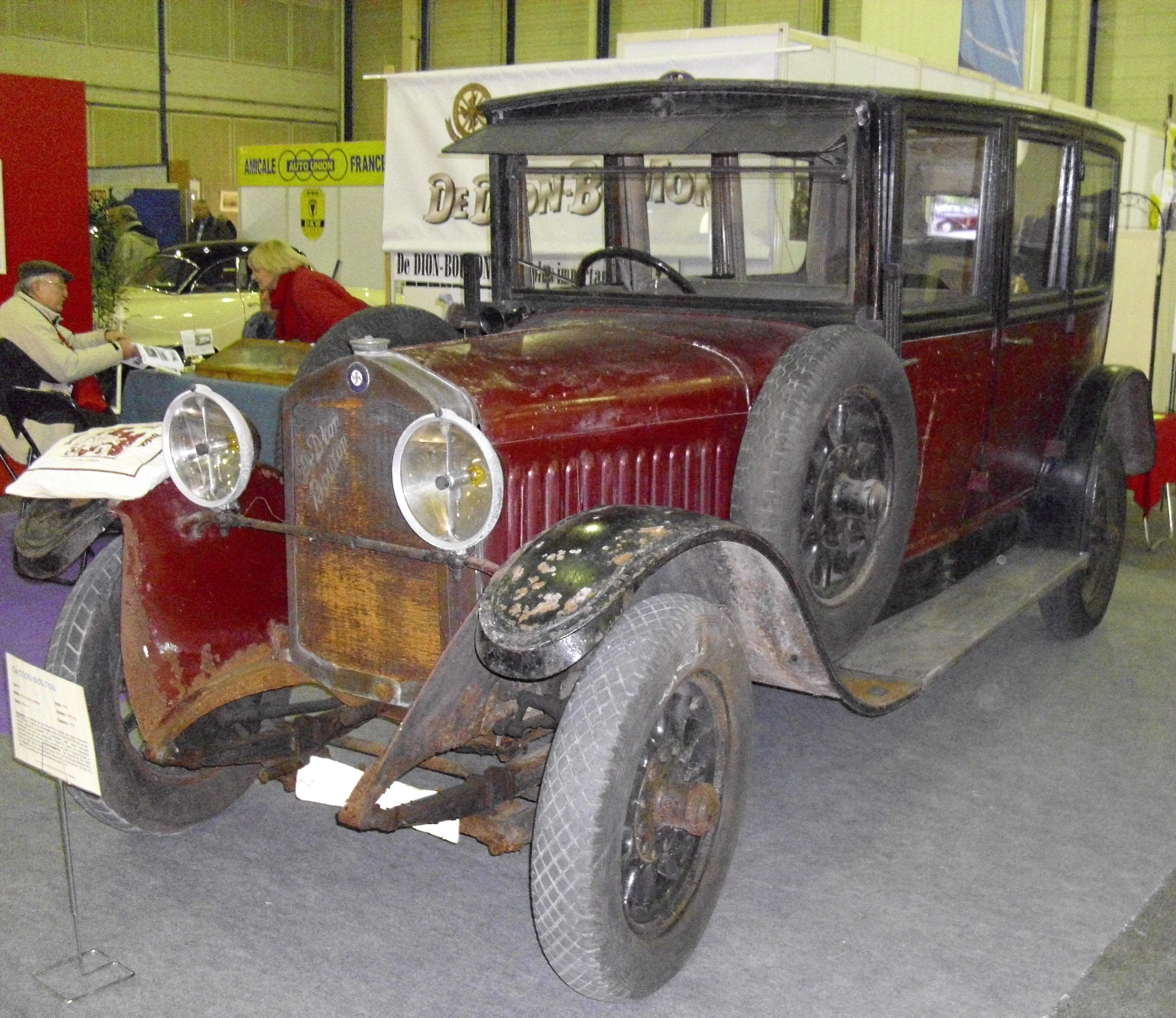
De Dion-Bouton Type IW

Der De Dion-Bouton 10 CV war eine Pkw-Modellreihe des französischen Automobilherstellers De Dion-Bouton aus der Zeit vor dem Zweiten Weltkrieg. Dabei stand das CV für die Steuer-PS. Zu dieser Modellreihe gehörten:
- De Dion-Bouton Type W (1903–1904)
- De Dion-Bouton Type AB (1905)
- De Dion-Bouton Type AV (1906–1908)
- De Dion-Bouton Type BQ (1908–1909)
- De Dion-Bouton Type CF (1909–1910)
- De Dion-Bouton Type CL (1910–1911)
- De Dion-Bouton Type CR (1910–1911)
- De Dion-Bouton Type DH (1911–1912)
- De Dion-Bouton Type DX (1912–1913)
- De Dion-Bouton Type FG (1913–1915)
- De Dion-Bouton Type ID (1920–1922)
- De Dion-Bouton Type IE (1921–1922)
- De Dion-Bouton Type IS (1922–1925)
- De Dion-Bouton Type IT (1922–1929)
- De Dion-Bouton Type IV (1922–1924)
- De Dion-Bouton Type IW (1922–1927)